# 阿努尔夫·梅夫勒
阿努尔夫·梅夫勒（德語：Arnulf Meffle，1957年12月1日—），德国男子手球运动员。他曾代表西德参加1984年夏季奥林匹克运动会手球比赛，获得一枚银牌，他在全部六场比赛中均有上场。